# Anna Lanota
Anna Lanota, z domu Rottenberg (ur. 11 stycznia 1915 w Łodzi jako Chana Rottenberg, zm. 12 lipca 2008 w Warszawie) – polska nauczycielka oraz dziennikarka.

## Życiorys
Urodziła się w Łodzi w rodzinie żydowskiej, jako córka Szlomy (Stanisław, 1888-1942) i Jehudit z domu Pilicer (1888-1942). 
W 1937 ukończyła studia na Wydziale Filozofii Uniwersytetu Warszawskiego. Przed 1939 pracowała jako nauczycielka, w domu Towarzystwa Opieki nad Sierotami Żydowskimi „Centos” w Otwocku. W latach 1939–1941 pracowała jako wychowawczyni w domu dziecka we Lwowie, od 1941 przebywała w Warszawie. Uczestniczyła w komunistycznej konspiracji, m.in. pracowała przy druku i dystrybucji pisma „Głos Warszawy”. Służyła w Armii Ludowej, w stopniu podporucznika, uczestniczyła w powstaniu warszawskim, była kierownikiem koła instruktorek Wydziału Żeńskich Jednostek Wojskowych Sztabu Głównego AL. Warszawę opuściła 2 września 1944 (była już wówczas w ciąży, jej mąż Edward Lanota zginął 26 sierpnia 1944 w zbombardowanej przez Niemców kamienicy przy ul. Freta 16, wraz z częścią sztabu AL). 
Po II wojnie światowej pracowała początkowo w piśmie „Głos Ludu”, następnie w Spółdzielni Wydawniczej „Czytelnik” i piśmie „Sztandar Ludu”. W 1948 objęła stanowisko redaktora naczelnego nowo powstałego czasopisma „Przyjaciółka” i pełniła tę funkcję do 1960. W latach 1960−1975 pracowała w piśmie „Wiedza i Życie”, następnie przeszła na emeryturę.
Pochowana na cmentarzu żydowskim ulicy Okopowej. 

## Życie prywatne
Jej mężem był Edward Lanota (1905-1944), z którym miała córkę Małgorzatę (ur. 1945).

## Publikacje
- Tarcza i miecz
- Droga przez las (1951)
- Chłopiec i dziewczyna (1953)
- Starzy i młodzi (1955)
- Wypisy z literatury pięknej dla kół studiowania historii ruchu robotniczego (1955)
- Słowo do rodziców o wychowaniu seksualnym (1960-1962)
- Pomagamy w wyborze zawodu (1963-1969, współautorki: Danuta Barzach, Janina Bierzwińska)
- Rodzicom ku uwadze. Rozmowy o wychowaniu (1964-1966, współautorka: Danuta Barzach)
- Miejskie warstwy pośrednie we współczesnym społeczeństwie kapitalistycznym (1964, tłumaczenie, autor: Anušavan Agafonovič Arzumanân)
- Zdasz maturę i co dalej? Rozważ, zastanów się, dobrze wybierz (1967)
- Skąd się biorą dzieci? Poradnik dla rodziców i nauczycieli przedszkoli (1978, współautorka: Ida Merżan)
- „Orleniem” na koniec świata (1982)

## Odznaczenia
- Order Sztandaru Pracy II klasy (1955, za zasługi w pracy zawodowej w dziedzinie prasy i dziennikarstwa)[9]
- Krzyż Oficerski Orderu Odrodzenia Polski (1952, na wniosek Zarządu Głównego Ligi Kobiet za zasługi w pracy zawodowej i społecznej)[10]
- Złoty Krzyż Zasługi (1949, na wniosek Zarządu Głównego Ligi Kobiet za zasługi w pracy zawodowej i społecznej)[11]